# 中津市立如水小学校
中津市立如水小学校（なかつしりつ じょすいしょうがっこう）は、大分県中津市上如水にある公立小学校である。

## 沿革
- 1872年（明治5年）5月 - 学制頒布により下毛郡助部村の浄福寺本堂を借りて聞知小学校を開く。
- 1876年（明治9年）9月 - 簡易小学校を助部村124番地に置く。
- 1889年（明治22年）4月1日、町村制の施行により、助部村は下毛郡如水村大字助部となる[1]。
- 1892年（明治25年）9月 - 如水尋常小学校を大字助部109番地に新設する。
- 1917年（大正6年）4月 - 高等科を併設して如水尋常高等小学校となる。
- 1941年（昭和16年）4月 - 国民学校令施行により如水村国民学校に改称。
- 1943年（昭和18年）8月 - 如水村が中津市に編入合併し、中津市如水国民学校となる。大字助部は上如水に改称[1]。
- 1949年（昭和24年）4月 - 学制改革により中津市如水小学校となる。
- 1953年（昭和28年）7月 - 南校舎（2階建て、4教室）竣工。
- 1965年（昭和40年）5月 - 鉄筋コンクリート校舎（6教室）落成。
- 1969年（昭和44年）9月 - プール竣工。
- 1974年（昭和49年）3月 - 鉄筋コンクリート校舎（7教室（普通教室2、特別教室5））落成。
- 1976年（昭和51年）3月 - 体育館落成。
- 1789年（昭和53年）3月 - 鉄筋コンクリート校舎（6教室）落成。
- 1986年（昭和61年 10月 - 木造校舎焼失。
- 1988年（昭和63年）2月 - 鉄筋コンクリート特別教室（6教室）落成。[2]